# Hybos trispinatus
Hybos trispinatus är en tvåvingeart som beskrevs av Yang, Merz och Patrick Grootaert 2006. Hybos trispinatus ingår i släktet Hybos och familjen puckeldansflugor. Inga underarter finns listade i Catalogue of Life.